# Lesław Peters
Lesław Peters (ur. 26 listopada 1953) – dziennikarz, popularyzator nauki; absolwent Uniwersytetu Pedagogicznego w Krakowie.
Był redaktorem „Gazety Krakowskiej” i „Przekroju”. Od 2008 r. redaktor naczelny czasopisma Politechniki Krakowskiej „Nasza Politechnika”. Członek redakcji miesięczników „Kraków” i „Nasza Arka”. Publikacje w licznych pismach, m.in. na łamach „Dziennika Polskiego” (krakowskiego), „Polityki”, „Rzeczpospolitej”, „Sycyny”, „Zeszytów Prasoznawczych”.
Autor haseł z zakresu astronomii i astronautyki w „Popularnej Encyklopedii Powszechnej” Wydawnictwa Pinnex (Kraków 1996-1998, wyd. II 2000-2005). Teksty z zakresu historii nauk ścisłych w pracy zbiorowej „XX wiek. Daty, fakty, opinie” (Wydawnictwo Pinnex, Kraków 2002-2005).
Wyróżniony Nagrodą Kolegium Rektorów Szkół Wyższych Krakowa „Phil Epistemoni” (Przyjacielowi Nauki) i Złotą Odznaką Honorową Polskiego Towarzystwa Astronautycznego.